# 大相撲昭和3年1月場所
大相撲昭和3年1月場所（おおずもうしょうわさんねんいちがつばしょ）は、1928年（昭和3年）1月12日からの1月22日までの11日間、東京都墨田区の両国国技館（初代国技館）で開催された大相撲本場所である。

## 概要
前年末に東京相撲が大阪相撲を吸収合併して大相撲に一本化されて以降、東京両国国技館と西日本で交互に本場所を開催（各年2場所）していたが、当時は旧東京方・大阪方の間で不和があったため、成績の集計と番付編成も東西別々に行われていた。そのため、本場所の番付編成は、直前の10月場所（京都開催）ではなく、その前の5月場所（東京開催）をもとに行われた。
また、今場所より、NHKラジオ中継が開始。協会側は当初は客入りが減る可能性を懸念していたが、実際に放送を開始してみると、逆に大衆の相撲人気をおこす結果になった。

## 番付・星取表
幕内
| 東 85点      | 東 85点   | 東 85点        | 番付     | 西 112点（優勝） | 西 112点（優勝） | 西 112点（優勝）  |
| 備考         | 成績      | 力士名         | 番付     | 力士名           | 成績             | 備考              |
| ------------ | --------- | -------------- | -------- | ---------------- | ---------------- | ----------------- |
|              | 全休      | 常ノ花寛市     | 横綱     | 宮城山福松       | 7勝4敗           |                   |
|              |           |                | 張出横綱 | 西ノ海嘉治郎     | 7勝3敗1休        |                   |
| 幕内最高優勝 | 10勝1敗   | 常陸岩英太郎   | 大関     | 小野川喜一郎     | 6勝5敗           |                   |
|              | 3勝3敗5休 | 大ノ里萬助     | 張出大関 | 能代潟錦作       | 3勝8敗           |                   |
|              | 6勝5敗    | 出羽ヶ嶽文治郎 | 関脇     | 清瀬川敬之助     | 7勝4敗           |                   |
|              | 3勝8敗    | 若葉山鐘       | 小結     | 真鶴秀五郎       | 7勝4敗           | 新小結            |
| 新小結       | 8勝3敗    | 玉錦三右衛門   | 張出小結 |                  |                  |                   |
|              | 6勝5敗    | 山錦善治郎     | 前頭1    | 錦洋与三郎       | 8勝3敗           |                   |
|              | 6勝5敗    | 常陸嶽理市     | 前頭2    | 吉野山要次郎     | 6勝5敗           |                   |
|              | 7勝4敗    | 新海幸蔵       | 前頭3    | 大蛇山雄作       | 3勝8敗           |                   |
|              | 3勝8敗    | 錦城山勇吉     | 前頭4    | 池田川助松       | 2勝9敗           |                   |
|              | 6勝5敗    | 雷ノ峰伊助     | 前頭5    | 劔岳吉五郎       | 7勝4敗           |                   |
|              | 1勝10敗   | 荒熊谷五郎     | 前頭6    | 朝響信親         | 6勝5敗           |                   |
|              | 6勝5敗    | 外ヶ浜弥太郎   | 前頭7    | 阿久津川高一郎   | 6勝5敗           |                   |
|              | 2勝9敗    | 白岩亮治       | 前頭8    | 星甲実義         | 6勝5敗           |                   |
|              | 5勝6敗    | 若常陸恒吉     | 前頭9    | 一ノ浜善之助     | 3勝8敗           |                   |
|              | 1勝10敗   | 綾錦由之丞     | 前頭10   | 寳川政治         | 5勝6敗           |                   |
|              | 8勝3敗    | 桂川力蔵       | 前頭11   | 朝光亀太郎       | 7勝4敗           |                   |
|              | 全休      | 清水川米作     | 前頭12   | 泉洋藤太郎       | 全休             | 場所後引退        |
|              | 4勝7敗    | 太郎山勇吉     | 前頭13   | 三杉磯善七       | 10勝1敗          | 優勝同点 優勝旗手 |
| 場所後引退   | 全休      | 柏山大五郎     | 前頭14   | 男女ノ川供治郎   | 6勝5敗           | 新入幕            |

## 表彰
| タイトル     | タイトル     | 四股名       | 地位   | 回数 | 成績    | 部屋       | 出身         | 備考 |
| ------------ | ------------ | ------------ | ------ | ---- | ------- | ---------- | ------------ | ---- |
| 幕内最高優勝 | 幕内最高優勝 | 常陸岩英太郎 | 東大関 | 初   | 10勝1敗 | 出羽海部屋 | 東京都中央区 |      |

## 備考
- 3連覇中の横綱常ノ花が全休したこの場所は、平幕の三杉磯が初日から全勝で先頭を走り、これを大関常陸岩が、6日に清瀬川に敗れたのみの1敗で追走する。一茶で迎えた千秋楽、三杉磯は小結玉錦との取り組みが組まれて初黒星。常陸岩は結びで横綱宮城山を破って1敗で並び、番付上位者優勝制度によって常陸岩が初優勝を成し遂げた[1]。

しかし、これに三杉磯の後援会が異議を唱える事態になった、理由としては、常陸岩の白星の中には、10日目に横綱西ノ海との取組が、西ノ海の休場により不戦勝になっていたためである（三杉磯は全11番、実際に取組をとった）。興行相撲では長らく、休場力士が出た場合は当日の取組相手も休場になっており、不戦勝制度がはじまったのは前年5月場所からと歴史が浅く、それも適用されるのは10日目と千秋楽だけで、不戦勝のアナウンスや勝ち名乗りが行われないなど、不戦勝の制度が定着、認知されているとはいいがたかった。更に、幕尻近くの三杉磯を小結の玉錦にあてるのは、番付に沿わない不公平な割だとも批判された。三杉磯が当時ベテランの35歳で、最初で最後の優勝のチャンスであったことも、世間の同情を呼んだ。
この抗議を受けて協会内で検討した結果、優勝賜杯拝戴は常陸岩とする一方、優勝額は常陸岩と三杉磯とで2枚作製（国技館内に掲げられたのは常陸岩のみ）、三杉磯には化粧廻しを贈呈することで決着した。